# 山口艺术短期大学
山口艺术短期大学（日语：／ Yamaguchi Geijutsu Tanki Daigaku *），简称YCA，是一所位于日本山口县山口市的私立短期大学。

## 概要

### 简介
- 短期大学为于1968年开办[1]、由学校法人宇部学园经营、是男女同校[2]。

### 历史
- 1968年 山口艺术短期大学成立并同时设置两个学科、以下列举[1]。
  - 音乐科
  - 生活艺术科
- 1974年 幼儿教育科成立[1]。
- 1975年 音乐科分离为两个专攻（各自招生到于1998年[3]）、以下列举。
  - 器乐专攻
  - 声乐专攻
- 1978年 音乐专攻成立于专科[1]。
- 1988年 生活艺术专攻成立于专科[1]。
- 1999年 两个学科改名为、以下列举[1]。
  - 幼儿教育科→保育学科
  - 生活艺术科→艺术文化学科（改名为设计艺术学科[注 4]于2006年）
- 2003年 幼儿教育专攻成立于专科[1]。
- 2009年 两个学科即音乐科、设计艺术学科[注 4]各自招生最后、次年合并为艺术表现学科[1]。
- 2011年 今年3月31日两个学科即音乐科、设计艺术学科[注 4]各自停办[3]。

### 宪章
- 请参看山口艺术短期大学的标志 （页面存档备份，存于） （日語） 2014年2月20日阅览。

## 学校环境
- 校区：山口县山口市

## 历任校长
- 松本彰：第一代短期大学校长[4]。
- 加屋野洋：现在短期大学校长[5]

## 著名人和有关人员
- 弘兼宪史：访问学人

## 組織

### 学科
- 艺术表现学科
- 保育学科

### 前学科
| - 音乐科 - 器乐专攻 - 声乐专攻 - 设计艺术学科 - 幼儿教育科 |

### 专科
| - 音乐专攻 - 设计艺术专攻 |

### 前专科
| - 幼儿教育专攻 |

#### 业余课程
| - 没有 |

### 附属机关
| - 图书馆 - 教育・保育支援中心 |

## 相关链接
- 日本短期大学列表